# Cyclanthera steyermarkii
Cyclanthera steyermarkii är en gurkväxtart som beskrevs av Paul Carpenter Standley. Cyclanthera steyermarkii ingår i släktet springgurkor, och familjen gurkväxter. Inga underarter finns listade i Catalogue of Life.